# Пильнік Петро Лаврентійович
Петро Лаврентійович Пильнік (березень 1903, село Ріпки Чернігівської губернії, тепер смт. Чернігівського району Чернігівської області — 6 вересня 1974, місто Київ) — радянський діяч, секретар Київського обласного комітету КП(б)У, 1-й секретар Києво-Святошинського районного комітету КП(б)У Київської області.

## Життєпис
Народився в робітничій родині. Трудову діяльність розпочав із чотирнадцятирічного віку.
У квітні 1919—1921 роках служив у Червоній армії. Учасник громадянської війни в Росії.
Член РКП(б) з 1924 року.
Закінчив Київський гідромеліоративний інститут.
Працював на відповідальних господарських посадах.
До 1941 року — 1-й секретар районного комітету КП(б)У Одеської області.
З 1941 року — в Червоній армії. Учасник німецько-радянської війни. Служив на політичній роботі у військових частинах Південно-Західного фронту, був заступником начальника із політичної частини військово-поштового сортувального пункту № 31.
У 1948—1949 роках — 1-й секретар Києво-Святошинського районного комітету КП(б)У Київської області.
У січні 1949 — лютому 1951 року — 3-й секретар Київського обласного комітету КП(б)У.
З 1951 року — директор заводу «Червоний гумовик» у місті Києві.
Потім — персональний пенсіонер союзного значення в Києві.
Помер 6 вересня 1974 року після важкої хвороби в місті Києві.

## Звання
- капітан інтендантської служби

## Нагороди
- орден Червоної Зірки (6.11.1945)
- медаль «За оборону Сталінграда»
- медаль «За перемогу над Німеччиною у Великій Вітчизняній війні 1941—1945 рр.» (1945)
- медалі
- Почесна грамота Президії Верховної Ради Української РСР (.03.1963)